# Оїкл
Оїкл (грец. Οἰκλῆς) — персонаж давньогрецької міфології; цар Аргоса, син Антифата і Зевксіппи, батько Амфіарая, товариш Геракла в поході проти Лаомедонта, в боротьбі з яким загинув.
За Діодором він навпаки — син Амфіарая.
Згідно з припущеннями він не загинув, а поселився в Аркадії, де помер біля міста Мегалополь.